# Consiglio collaterale
Il Consiglio collaterale fu il più importante organo politico e giurisdizionale del vicereame di Napoli.
Istituito nel 1516 quando il Regno di Napoli fu conquistato da Ferdinando il Cattolico, sostituiva le antiche funzioni giuridiche della corte partenopea con un consiglio composto dal viceré e da cinque giuristi, spagnoli e napoletani, denominati reggenti. Quando diventava Collaterale di guerra era allargato a numerosi nobili di spada.
Anche se alla sua nascita era un consiglio misto, nobili e giuristi, nel 1542 su disposizione del viceré Toledo assunse la sua composizione definitiva di solo giuristi. Successivamente nel 1592 su direttiva del re Filippo II di Spagna c'è un'ulteriore divisione di funzioni, fra viceré, giuristi, nobili, sempre a vantaggio dei giuristi, come negli affari giurisdizionali, neanche il viceré poteva interferire.  
Nel Collaterale erano cumulate funzioni di cancelleria, funzioni legislative, (esercitate attraverso le prammatiche insieme con il viceré), funzioni amministrative (nomine di ufficiali, di giurisdizione).
Nel caso di morte del viceré, o mancanza di esso, il consiglio assumeva la reggenza.
Il Collaterale fu abolito da Carlo III di Borbone nel 1735, e sostituito dalla Real camera di Santa Chiara.